# Xã James, Quận Pottawattamie, Iowa
Xã James (tiếng Anh: James Township) là một xã thuộc quận Pottawattamie, tiểu bang Iowa, Hoa Kỳ. Năm 2010, dân số của xã này là 219 người.